# Mysarbia
Mysarbia este un gen de fluturi din familia Hesperiidae. 
Genul este monotipic și conține o singură specie, Mysarbia sejanus.

## Subspecii
- Mysarbia sejanus sejanus Peru
- Mysarbia sejanus erythrostigma (Röber, 1925) Bolivia
- Mysarbia sejanus stolli Mielke & Casagrande, 2002 Costa Rica, Venezuela, Columbia, Surinam, Guyana